# Микеску, Истрате
Истрате Микеску (рум. Istrate Micescu; 22 мая 1881, Плоешти, Королевство Румыния — 22 мая 1951, Аюд, Румыния) — румынский политический, государственный, общественный и дипломатический деятель, министр иностранных дел Румынии (29 декабря 1937 — 10 февраля 1938), правовед, юрист, адвокат, педагог, доктор философии (1906), профессор права и политологии Бухарестского университета.

## Биография
Дворянского происхождения, сын профессора и либерального политика Николае Микеску и Марии Радулеску. Учился в Сорбонне, где получил степень доктора философии с отличием. Вернувшись в Румынию, работал юристом сначала в коллегии адвокатов Арджеша, затем в коллегии адвокатов Илфов, деканом которой он был дважды (1923—1928, 1936). С 1912 года читал лекции по гражданскому праву и философии права на юридическом факультете университета Бухареста.
С 1918 года — член Национальной либеральной партии Румынии. В 1920, 1927 и 1931 года был депутатом румынского парламента. В 1931 году — вице-президент палаты депутатов парламента.
29 декабря 1937 был назначен министром иностранных дел Румынии. Занимал должность министра до февраля 1938 года.
Убеждённый антисемит, будучи главой Департамента юстиции продвигал антисемитские законы. В феврале 1937 года И. Мичеку председательствовал на заседании Бухарестской коллегии адвокатов, на котором было решено не принимать адвокатов-евреев.
И. Микеску был автором Конституции Румынии 1938 года.
В 1945 году, после прихода к власти коммунистов, был исключён из коллегии адвокатов. Затем, арестован, обвинён в «сопротивлении режиму народной демократии» и 1 июля 1948 года приговорён к 20 годам тюремного заключения. Умер в тюрьме г.Аюд.